# Gestaltbede
De Gestaltbede is een statement van 60 woorden (56 woorden in het oorspronkelijke Engelstalige vers) van de psychotherapeut Fritz Perls dat wordt gezien als een klassieke uitdrukking van de gestalttherapie als een levensmodel waar dr. Perls een voorstander van was.
De kerngedachte achter deze passage is de focus op leven als een respons op iemands eigen behoeften, zonder dat hij ze projecteert op anderen of als het ware uit anderen probeert te onttrekken. Het drukt ook de gedachte uit dat mensen met het vervullen van de eigen behoeften anderen kunnen helpen hetzelfde te doen en ruimte te creëren voor zuiver contact, bijvoorbeeld wanneer we elkaar per toeval vinden, is dat prachtig'.

## Tekst van de Gestaltbede
Ik doe mijn dingen en jij doet jouw dingen.
Ik ben niet in deze wereld om te leven naar jouw verwachtingen,
En jij bent niet in deze wereld om te leven naar de mijne.
Jij bent jij, en ik ben ik.
En wanneer we elkaar per toeval vinden, is dat prachtig.
Wanneer niet, dan is er niets aan te doen.
(Fritz Perls, 1969)